# Gouvernement Picqué IV
 (janvier 2017).
Si vous disposez d'ouvrages ou d'articles de référence ou si vous connaissez des sites web de qualité traitant du thème abordé ici, merci de compléter l'article en donnant les références utiles à sa vérifiabilité et en les liant à la section « Notes et références ».
Gouvernement de la Région de Bruxelles-Capitale
Picqué III Vervoort I
Le Gouvernement Picqué IV est le gouvernement de la Région de Bruxelles-Capitale, en Belgique, dirigé par le socialiste Charles Picqué et formé par une coalition de six partis : le PS, le cdH et Ecolo, du côté francophone, le CD&V, l'Open Vld et de Groen!, côté néerlandophone.
Ce gouvernement a été institué le 15 juillet 2009 et succède au Gouvernement Picqué III, à la suite des élections régionales du 7 juin 2009. Le 7 mai 2013 le gouvernement Vervoort I lui succède à la suite de la démission volontaire du ministre-président Charles Picqué.

## Composition du Gouvernement
| Fonction | Titulaire | Titulaire                    | Titulaire            | Parti    |
| --- | --------- | ---------------------------- | -------------------- | -------- |
| Ministre-Président chargé des pouvoirs locaux, de l'aménagement du territoire, des monuments et sites, de la rénovation urbaine, du logement, de la propreté publique, du commerce extérieur et de la coopération au développement |           | Charles Picqué en 2006       | Charles Picqué       | PS       |
| Ministre du budget et des Finances |           | Guy Vanhengel en 2016        | Guy Vanhengel        | Open VLD |
| Ministre de l'Environnement, de l'Énergie |           | Évelyne Huytebroeck en 2020  | Évelyne Huytebroeck  | Ecolo    |
| Ministre des Travaux publics |           | Brigitte Grouwels en 2005    | Brigitte Grouwels    | CD&V     |
| Ministre de l'Emploi et de l'Économie, du commerce extérieur, de la recherche scientifique |           | Céline Fremault en 2012      | Céline Fremault      | cdH      |
| Secrétaire d'État à la Propreté, au patrimoine et à l'urbanisme |           | Rachid Madrane en 2018       | Rachid Madrane       | PS       |
| Secrétaire d'État à la mobilité |           | Bruno De Lille en 2010       | Bruno De Lille       | Groen    |
| Secrétaire d'État du Logement et président du collège de la COCOF |           | Christos Doulkeridis en 2011 | Christos Doulkeridis | Ecolo    |

## Ont quitté le Gouvernement Picqué IV
- Benoît Cerexhe (cdH), Ministre de l'Emploi et de l'Économie, du commerce extérieur, de la recherche scientifique, du 15 juillet 2009 au 8 mars 2013, est devenu bourgmestre de Woluwe-Saint-Pierre et est remplacé par Céline Frémault.
- Emir Kir (PS), Secrétaire d'État à la Propreté, au patrimoine et à l'urbanisme, du 15 juillet 2009 au 7 décembre 2012, est devenu bourgmestre de Saint-Josse-ten-Noode et est remplacé par Rachid Madrane.
- Jean-Luc Vanraes (Open VLD), Ministre du budget et des Finances, du 15 juillet 2009 au 16 décembre 2011, à la suite du retour de Guy Vanhengel au gouvernement bruxellois.